# Pilot automàtic de Tesla

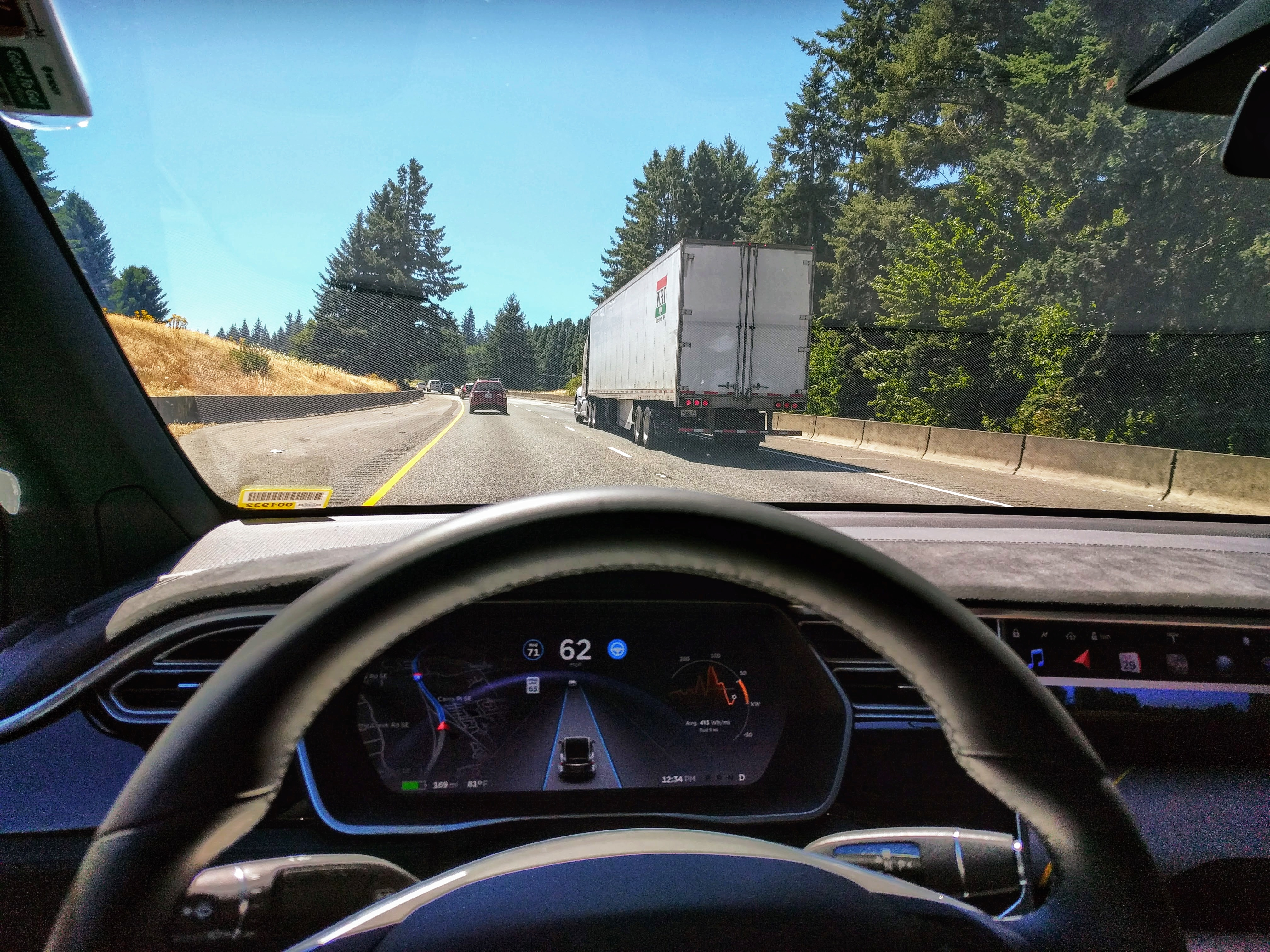
Pilot automàtic de Tesla en funcionament

Tesla Autopilot és un sistema avançat d'assistència al conductor (ADAS) desenvolupat per Tesla que equival a l'automatització parcial del vehicle (automatització de nivell 2, tal com la defineix SAE International). Tesla ofereix el "Pilot automàtic base" a tots els vehicles, que inclou el centratge de carrils i el control de creuer conscient del trànsit. Els propietaris poden comprar o subscriure's a Full Self-Driving (FSD) que afegeix una navegació semiautònoma que respon als semàfors i senyals de stop, assistència per al canvi de carril, aparcament automàtic i la possibilitat de convocar el cotxe des d'un garatge o aparcament.
La intenció declarada de l'empresa és oferir una conducció totalment autònoma (nivell SAE 5) en un futur, reconeixent que s'han de superar obstacles tècnics i normatius per aconseguir aquest objectiu. Els noms Autopilot i Full Self-Driving són controvertits, perquè els vehicles es mantenen al nivell 2 d'automatització i, per tant, no són "completament autònoms" i requereixen una supervisió activa del conductor.
L'empresa afirma que les funcions redueixen els accidents causats per la negligència del conductor i la fatiga de la conducció a llarg termini. Les col·lisions i les morts amb cotxes Tesla amb el pilot automàtic activat han cridat l'atenció de la premsa i les agències governamentals. Observadors de la indústria i acadèmics han criticat la decisió de Tesla d'utilitzar consumidors no entrenats per validar les funcions beta com a perillosa i irresponsable.

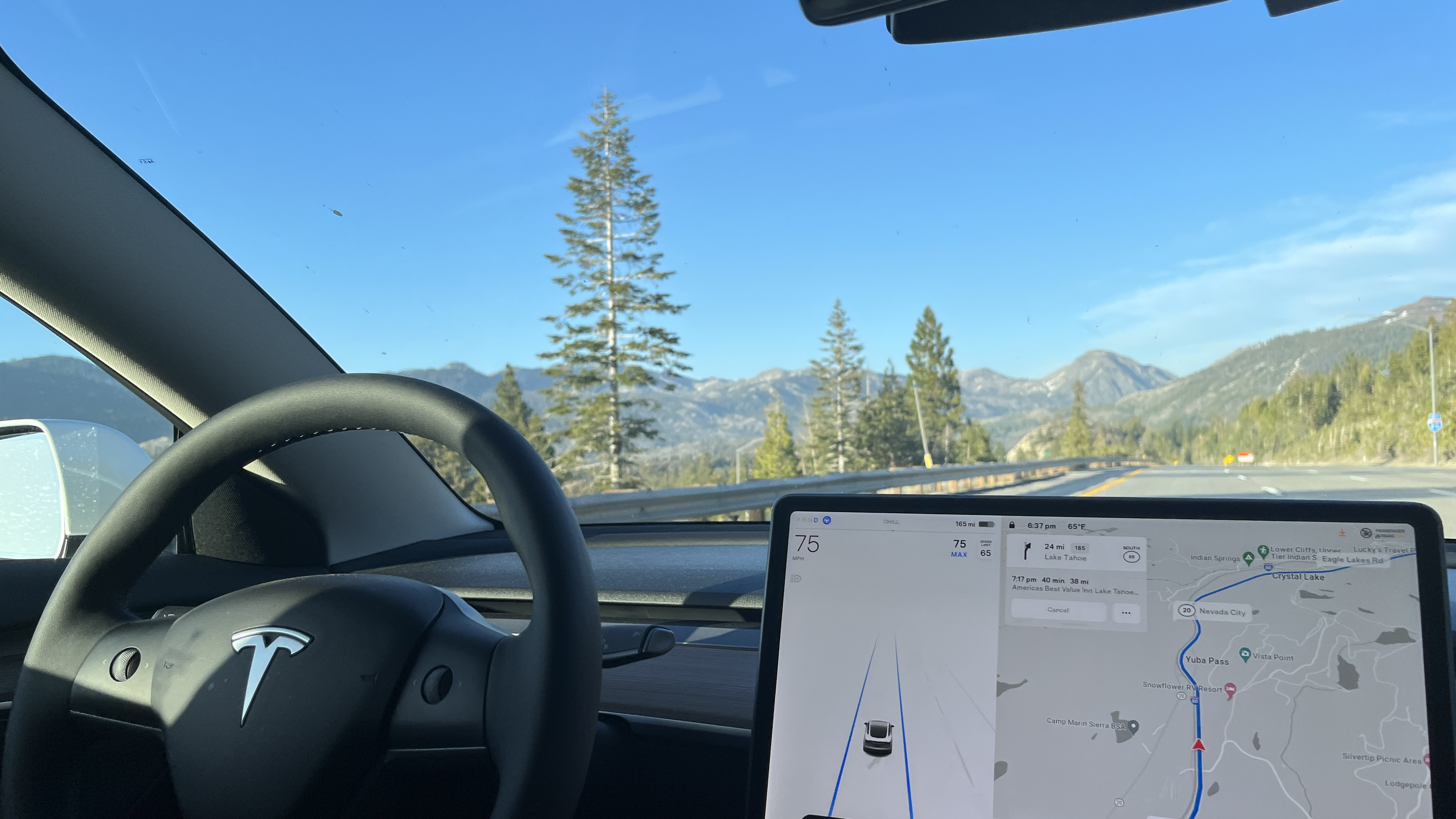
El pilot automàtic de Tesla s'ha activat a la I-80 prop del llac Tahoe

Des del 2013, el CEO de Tesla, Elon Musk, ha fet prediccions inexactes repetidament perquè Tesla assoleixi el nivell 5 d'autonomia en un a tres anys, més recentment va predir el final del 2023.

## Història
Elon Musk va parlar per primera vegada del sistema de pilot automàtic de Tesla públicament l'any 2013, assenyalant que "el pilot automàtic és una cosa bona per tenir-lo als avions, i hauríem de tenir-lo als cotxes". Durant la dècada següent, Autopilot va passar per una sèrie de millores de maquinari i programari, apropant-se gradualment a l'objectiu d'autonomia total, que, A 2024, segueix sense complir. El pilot automàtic, tal com es va introduir inicialment el 2014, es referia a l'aparcament automàtic i a la convocatòria a baixa velocitat en propietat privada, utilitzant sensors i maquinari informàtic desenvolupat per Mobileye. El 2016, el pilot automàtic basat en Mobileye havia afegit la frenada automàtica d'emergència, el control de creuer adaptatiu i les capacitats de centrar el carril quan Tesla i Mobileye van dissoldre la seva associació aquell juliol. El pilot automàtic millorat (EA) es va anunciar més tard el 2016 com una opció de cost addicional que utilitzava una nova suite de maquinari desenvolupada per Tesla; la característica distintiva clau d'EA, "Navigate on Autopilot", que utilitza el nou conjunt de maquinari per guiar el vehicle per carreteres d'accés controlat, des de la rampa d'entrada fins a la de sortida, es va retardar fins al 2018. Al mateix temps que es va presentar EA, Tesla també va oferir Full Self-Driving (FSD) com a opció d'actualització d'EA el 2016, que ampliaria les capacitats de conducció guiada per màquina a les carreteres locals. Les proves beta de FSD van començar l'octubre de 2020.

### Maquinari 1 i pilot automàtic (Mobileye)
L'octubre de 2014, Tesla va oferir als clients la possibilitat de comprar prèviament Autopilot que no estava dissenyat per a la conducció autònoma. Les versions inicials es van construir en col·laboració amb Mobileye, però Mobileye va acabar l'associació el juliol de 2016 perquè Tesla "estava avançant en termes de seguretat".

### Maquinari 2 i 3, i Navega amb el pilot automàtic
L'octubre de 2016, els sensors del pilot automàtic i el maquinari informàtic van passar a la versió de maquinari 2 (HW2) per als cotxes nous, el maquinari actualitzat col·lectivament es va anomenar Autopilot 2.0 per distingir-lo dels vehicles originals del pilot automàtic/HW1. En el moment en què es va llançar, els vehicles Autopilot 2.0 amb HW2 tenien menys característiques que els vehicles HW1; per exemple, els vehicles HW2 no van poder ser convocats el 2016.

### Maquinari 4

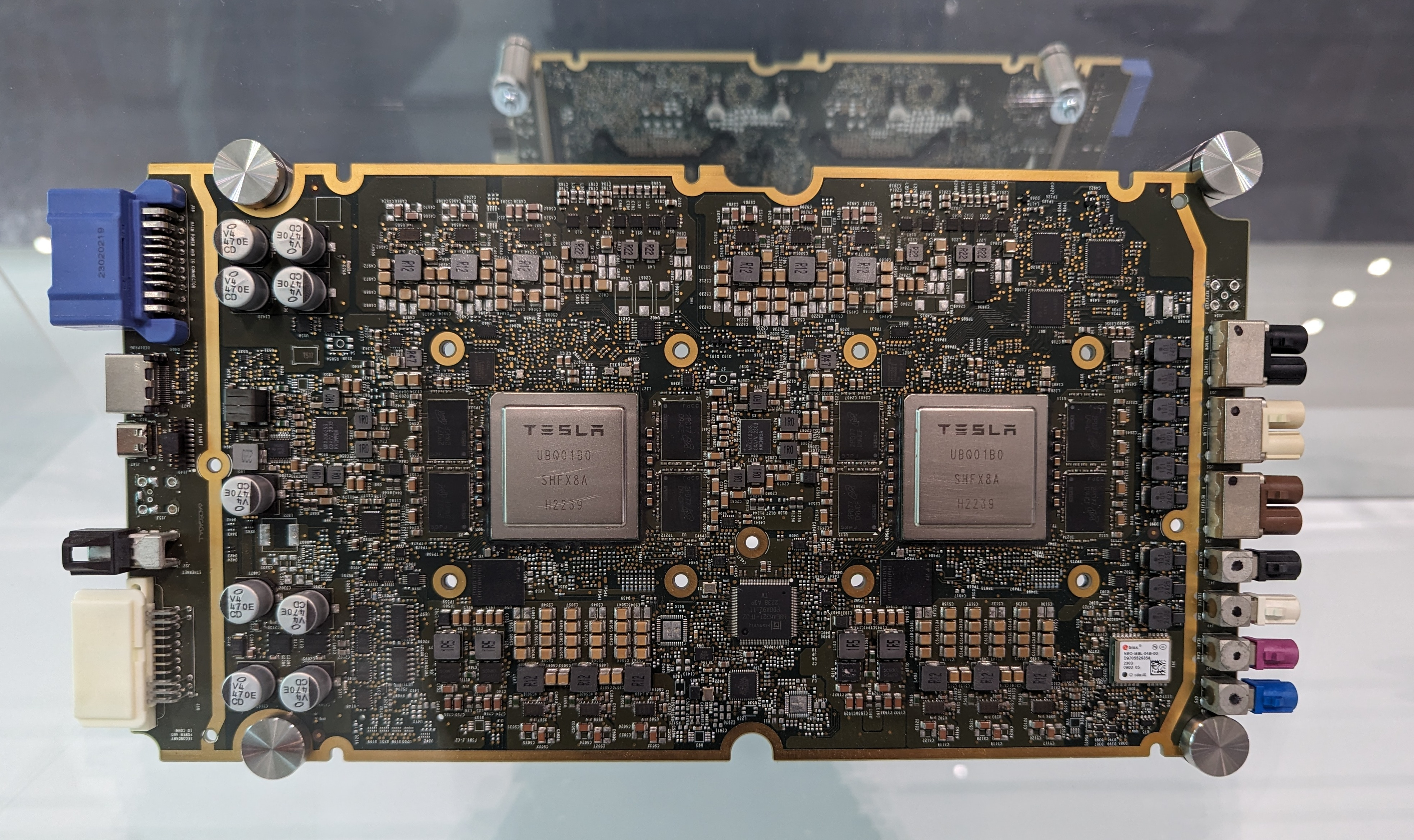

Samsung fabrica el processador per a maquinari 4 (HW4) en un 7 procés nm. El sistema personalitzat en un xip (SoC) s'anomena "FSD Computer 2". La junta en té 16 GB de RAM i 256 GB d'emmagatzematge, que són dues i quatre vegades la memòria RAM i l'emmagatzematge a HW3, respectivament. Musk va afirmar que les capacitats computacionals HW4 són de tres a vuit vegades més potents que HW3.

### Maquinari 5
Musk va anunciar el maquinari 5 (HW5), anomenat AI5, durant la reunió anual de Tesla el 13 de juny de 2024. Musk va dir que el llançament està previst per al gener de 2026 i que serà deu vegades més potent que HW4. Musk també va declarar que utilitzarà fins a 800 watts en processar entorns complexos, enfront d'un màxim de 300 watts per a HW3 i HW4.